# Щелепи 2
«Щелепи 2» (англ. Jaws 2) — американський трилер\фільм жахів, перший сіквел фільму Стівена Спілберга Щелепи. Фільм базується на однойменній новелі Пітера Бенчлі. Режисер фільму - Жанно Шварц. Роль поліцейського Мартіна Броді зіграв Рой Шейдер. Головний герой має справу з великою білою акулою, що тероризує туристів вигаданого морського курорту Аміті Айленд.

## Сюжет
Вдруге Мартін Броді переконує місцевих жителів, що купатися в затоці небезпечно. Але лише після того, коли зустріч жорстокого вбивці з човном, на якому знаходилися підлітки, закінчилася трагічно, до населення доходить, що перебування на морі дуже швидкий спосіб стати жертвою щелеп. І знову на боротьбу з монстром виступають відважні поліцейські.

## Озвучення українською
Багатоголосе україномовне озвучення виконала студія «Так Треба Продакшн» на замовлення телерадіокомпанії «Україна».